# Cordoba Durchmusterung
Il catalogo stellare Córdoba Durchmusterung (normalmente abbreviato in CoD o CD), è un catalogo visuale delle stelle dell'emisfero australe con una declinazione compresa tra -22 e -89º. Fu compilato dall'osservatorio astronomico di Córdoba, in (Argentina), tra il 1892 e il 1914. 
Il catalogo riporta la posizione e la luminosità di circa 578.000 stelle con una magnitudine apparente compresa entro il valore 10. Fu concepito come estensione del catalogo Bonner Durchmusterung per descrivere le stelle con una declinazione più meridionale di −22°.
I primi quattro volumi furono pubblicati tra il 1892 e il 1914 da John Macon Thome; il quinto volume fu pubblicato nel 1932 da Charles Dillon Perrine.
Per la compilazione del catalogo fu utilizzato un telescopio rifrattore da 1,68 m con un'apertura di 12,5 cm, mentre per la compilazione del catalogo Bonner era stato utilizzato un rifrattore da 1,8 m con apertura di 16 cm. Il telescopio risalente al 1875 è stato oggi restaurato e rimesso in funzione, ed è alloggiato in sua specifica cupola.